# Batesville, Arkansas
Batesville là quận lỵ và thành phố lớn nhất của Quận Independence, Arkansas, Hoa Kỳ, Theo cuộc điều tra dân số năm 2010, dân số của thành phố là 10.268 người.